# Argyrophylax contracta
Argyrophylax contracta är en tvåvingeart som först beskrevs av Walker 1859.  Argyrophylax contracta ingår i släktet Argyrophylax och familjen parasitflugor. Inga underarter finns listade i Catalogue of Life.